# Eilema calamaria
Eilema calamaria är en fjärilsart som beskrevs av Moore 1878. Eilema calamaria ingår i släktet Eilema och familjen björnspinnare. Inga underarter finns listade i Catalogue of Life.